# Parafia św. Michała Archanioła w Ludwikowicach Kłodzkich
Parafia św. Michała Archanioła w Ludwikowicach Kłodzkich – parafia rzymskokatolicka z siedzibą w Ludwikowicach Kłodzkich, w dekanacie noworudzkim w diecezji świdnickiej. parafia była erygowana w XVIII w. 

## Świątynie
- Kościół św. Michała Archanioła w Ludwikowicach Kłodzkich.

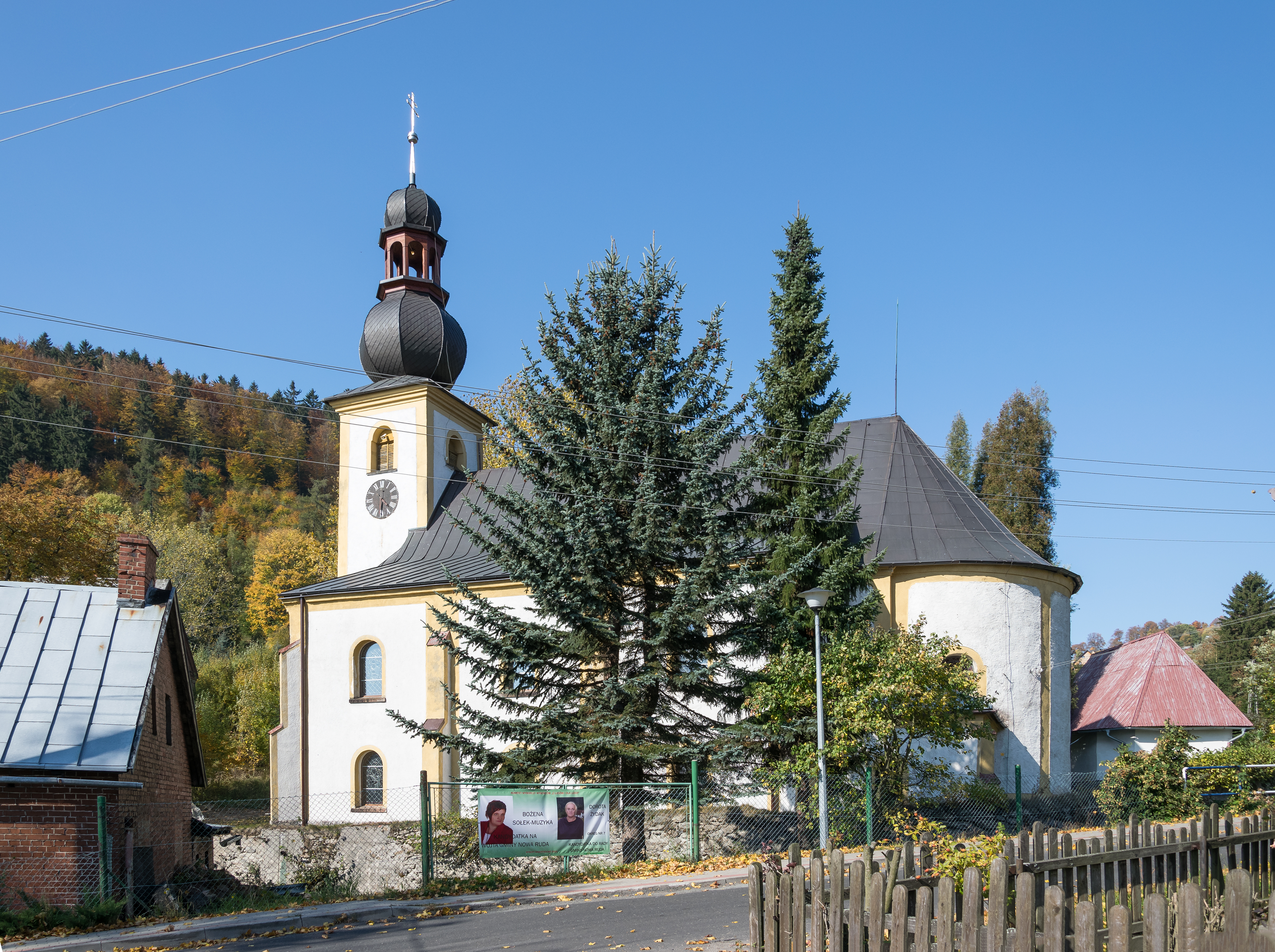
Kościół św. Marcina w Sokolcu

- Kościół św. Marcina w Sokolcu

## Proboszczowie
- ks. Rafał Śliwiński (2022– )[1]